# Wolfgang Hermann (Schriftsteller, 1961)
Wolfgang Hermann (* 27. September 1961 in Bregenz) ist ein österreichischer Schriftsteller.

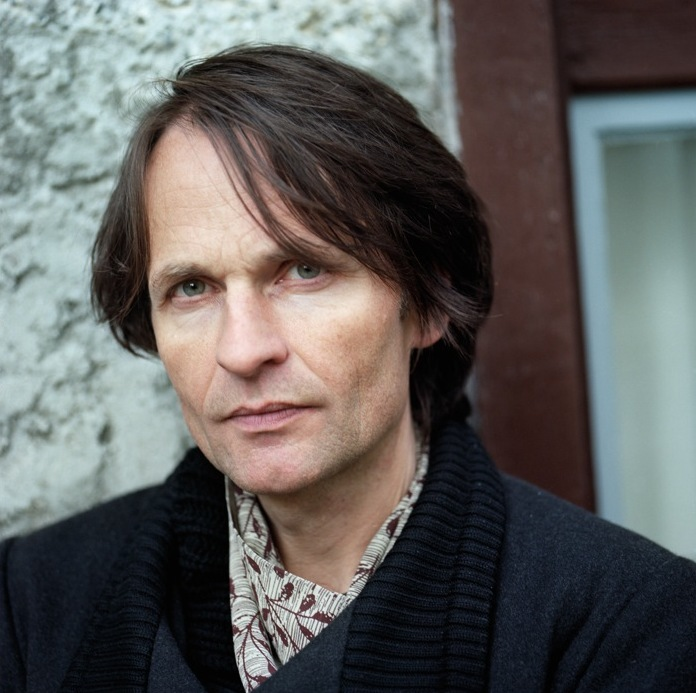
Wolfgang Hermann, vor 2016

## Leben
Wolfgang Hermann wuchs in Dornbirn in Vorarlberg auf und studierte ab 1981 Philosophie und Germanistik an der Universität Wien. 1986 promovierte er mit einer Arbeit über Friedrich Hölderlin zum Doktor der Philosophie. Anschließend war er wissenschaftlicher Mitarbeiter an der Universität Wien. Seit 1987 ist er freier Schriftsteller. 1992 nahm er am Ingeborg-Bachmann-Wettbewerb in Klagenfurt teil.
Wolfgang Hermann schreibt Prosa, Lyrik, Theaterstücke und Hörspiele. Einige seiner Publikationen wurden ins Englische, Französische, Spanische, Schwedische, Arabische, Lettische, Slowenische, Japanische, Koreanische, Russische, Polnische, Tschechische, Serbische und in Hindi übersetzt. Er ist Mitglied im PEN-Zentrum Deutschland.
Er hatte verschiedene  Wohnsitze, zum Beispiel in Nordafrika und auf Sizilien. Von 1987 bis 1990 lebte er in Berlin, danach in Paris und in Aix-en-Provence. Von 1996 bis 1998 hatte er ein Lektorat an der Sophia-Universität Tokio inne.
Heute lebt Wolfgang Hermann in Wien.

## Auszeichnungen (Auswahl)
- 1987 Literaturpreis der Jürgen Ponto-Stiftung
- 1988 Nominierung für den Aspekte-Literaturpreis (ZDF) für das Buch "Das schöne Leben"
- 1990 Vorarlberger Literaturstipendium
- 1992 Theodor-Körner-Preis
- 1999 Jahresstipendium des Landes Baden-Württemberg
- 2000 Rauriser Förderpreis
- 2002 Siemens-Literaturpreis
- 2003 Puchberger Literaturpreis
- 2006 Anton Wildgans-Preis
- 2007 Österreichischer Förderungspreis für Literatur

## Werke (Auswahl)
Bücher:
- Das schöne Leben. Prosa. Hanser Verlag, München 1988
- Mein Dornbirn. Essay. Hecht Verlag, Hard 1991
- Die Namen die Schatten die Tage. Prosa. Gatza Verlag, Berlin 1991
- Die Farbe der Stadt. Roman. Bollmann Verlag, Bensheim u. a. 1992
- Paris Berlin New York. Verwandlungen. Gatza Verlag, Berlin 1992 (Neuauflagen bei Limbus Verlag 2008, 2015)
- Schlaf in den Fugen der Stadt. Langgedicht. Otto Müller Verlag, Salzburg 1993
- In kalten Zimmern. Erzählungen. Suhrkamp Verlag, Frankfurt 1997
- Fliehende Landschaft. Roman. Haymon Verlag, Innsbruck 2000
- Ins Tagesinnere. Gedichte. Otto Müller Verlag, Salzburg 2002
- Das Gesicht in der Tiefe der Straße. Momente einer Stadt. Prosa. Otto Müller Verlag, Salzburg u. a. 2004
- Herr Faustini verreist. Roman. Deuticke Verlag, Wien 2006
- Fremdes Ufer. Legenden. Bucher, Hohenems 2007
- Herr Faustini und der Mann im Hund. Roman. Deuticke Verlag, Wien 2008.[2]
- Konstruktion einer Stadt. Prosa. Limbus Verlag, Innsbruck u. a. 2009
- Mit dir ohne dich. Roman. Haymon Verlag, Innsbruck 2010
- In Wirklichkeit sagte ich nichts. Erzählungen. Laurin Verlag, Innsbruck 2010
- Die Augenblicke des Herrn Faustini. Roman. Haymon Verlag, Innsbruck 2011
- Abschied ohne Ende. Erzählung. Langen Müller Verlag, München 2012
- Schatten auf dem Weg durch den Bernsteinwald. Gedichte. Limbus Verlag, Innsbruck 2013
- Die Kunst des unterirdischen Fliegens. Roman. Langen Müller Verlag, München 2015
- Die letzten Gesänge. Erzählungen. Limbus Verlag, Innsbruck 2015
- Herr Faustini bleibt zu Hause. Roman. Langen Müller, München 2016
- Das Japanische Fährtenbuch. Nachwort von Reinhard Kaiser-Mühlecker. Limbus Verlag, Innsbruck 2017
- Die Tiere und die Wörter. Kinderbuch. Illustrationen von Katharina Sieg. Nilpferd Verlag, Wien 2018
- Walter oder die ganze Welt. Erzählung. Limbus Verlag, Innsbruck 2020
- Der Lichtgeher. Erzählung. PalmArt Press, Berlin 2020
- Herr Faustini bekommt Besuch. Roman. Limbus Verlag, Innsbruck 2021
- Insel im Sommer. Erzählung. Czernin Verlag, Wien 2022
- Bildnis meiner Mutter. Erzählung. Czernin Verlag, Wien 2023
- Der Garten der Zeit. Mit Zeichnungen von Timna Brauer. Czernin Verlag, Wien 2023
- Beduinen in Wien. Erzählung. Literatur Quickie, Hamburg 2023
- Herr Faustini und die Glatze der Welt. Roman. Milena Verlag, Wien 2025

Libretti:
- Atemanfall. Ein pneumatisches Stück. Musik: Norbert Dehmke. Uraufführung (UA) Internationales Musikschulfestival, Feldkirch, November 2002
- Totentanz. Oratorium von Wolfgang Sauseng. UA Osterklang Festival. Wien, April 2009
- Der leuchtende Fluss. Oper von Johanna Doderer. UA Theater Erfurt, Oktober 2010
- Bruno. Oper von Jakub Sarwas nach dem Schauspiel von Wolfgang Hermann. UA Preview, Festival für zeitgenössisches Theater, Osnabrück September 2007.
- Vertonungen mehrerer Gedichte durch Johanna Doderer und Wolfgang Sauseng

Theater:
- Bruno. Schauspiel. UA Theater für Vorarlberg, Bregenz, April 2000
- Brokers Opera. Auftragswerk für Aktionstheater Ensemble. Co-Autorin Daniela Egger. Regie: Martin Gruber. UA Bregenzer Frühling, Bregenz Mai 2002
- Gespenster. Kurzdrama im Auftrag des Sommertheater Hall, Tirol 2009
- Die Agentinnen. Co-Autorin Daniela Egger. Szenische Leseuraufführung Rauriser Literaturtage, März 2000.
- Als könnt ich einfach weg von hier. Monolog. Thomas Sessler Verlag, Wien
- Odenheim. Ein Familienorgasmus. Drei Masken Verlag, München
- Tamamu. Künstlerkollektiv unter Leitung von Roman Scheidl. Ab 1999 Performances nach Texten von Wolfgang Hermann in Kulturzentren in verschiedenen europäischen Ländern sowie in Japan. Beiträge in Tamamu-Café auf Bayern Alpha.

Hörspiele:
- Im Dunkel der Städte. Regie: Manfred Mixner. Sender Freies Berlin 1995
- Vanessa. Regie: Augustin Jagg. ORF Vorarlberg 1995
- Julia. Regie: Heinz Hartwig. ORF Steiermark 1996
- Bruno. Regie: Heinz Hartwig. ORF Steiermark 1997
- Die Agentinnen. Co-Autorin: Daniela Egger. Regie: Klaus Gmeiner. ORF Salzburg 2000 (Rauriser Förderpreis 2000)
- www.moses.at. Co-Autorin: Daniela Egger. Regie: Heinz Hartwig. ORF Steiermark 2000
- Schamanen-Simulation. Co-Autorin: Daniela Egger. Regie: Ulrich Lampen. SWR 2002 (weiters Regie: Nikolaus Scholz. ORF 2003)

Übersetzungen:
- Andy Warhol / Truman Capote: Ein Sonntag in New York, Berlin 1993